# Amnesty International France
Amnesty International France (parfois abrégé AIF ou AISF) est la section française de l'organisation non gouvernementale non-partisane Amnesty International. Depuis sa création en 1971, cette organisation de défense des droits humains milite pour le droit à la liberté d'expression, l'arrêt de la torture et des autres violations des droits de l'homme dans le monde.

## Histoire
Le 19 novembre 1960, l'avocat britannique Peter Benenson lit un article concernant deux étudiants portugais condamnés à sept ans de prison pour avoir porté un toast à la liberté. Il pense aussitôt à une pression internationale qui mobiliserait l'opinion publique en faveur des prisonniers d'opinion : Amnesty International est née,. L'appel que publie Benenson, intitulé The Forgotten Prisoners,, est diffusé dans la presse le 28 mai 1961,, et l'idée d'une campagne internationale pour la défense des droits de la personne suscite immédiatement plus de 1 000 offres de soutien.
Dix ans après la création du mouvement Amnesty International, le mouvement compte dix-huit sections. Amnesty International France prend la suite des groupes d'adoption à Paris, Strasbourg, Rennes. L'association loi de 1901 est créée en septembre 1971 et déclarée en préfecture le 19 janvier 1972.
En 1973, un événement amnestien devant se tenir à l'UNESCO à l'occasion du 25e anniversaire de la Déclaration universelle des droits de l'homme est annulé sous la pression de certains états membres mis en cause dans le Rapport annuel d'Amnesty International. Cette censure provoque une importante mobilisation en faveur de l'association. Le nombre d'adhérents va fortement augmenter à la fin des années 1970 à la suite de cela ainsi qu'à l'aide d'une campagne publicitaire et de l'attribution du prix Nobel de la Paix.
Quinze ans après sa création, en 1987, l'association est reconnue d'utilité publique.
L'ONG est « confrontée à un déchaînement de haine et de menaces parce qu’elle a qualifié d’"apartheid" le système de répression de l’État israélien à l’égard des Palestiniens. » Ses conférences portant sur Israël et la Palestine sont régulièrement interdites par les pouvoirs publics en France.

## Principes et objectifs
Amnesty International France est spécialisée dans la défense des droits humains,. Elle mène des recherches et des actions visant à faire pression sur le gouvernement et à faire cesser les graves atteintes à l'égard des droits humains.
L'organisation lance des campagnes qui cible les principales discriminations en Europe à l’encontre des minorités (migrants, personnes LGBT, communautés musulmanes, etc.). Depuis 2012, elle dénonce l'inaction des autorités françaises envers les populations Roms et demande l'arrêt des expulsions forcées ainsi que de garantir l’accès au droit à l’éducation, à la santé et au logement.
En 2008, la Cour des comptes rappelait la typologie des actions :
- Appels mondiaux si une forte mobilisation peut contribuer à améliorer le sort des personnes sélectionnées.
- Actions urgentes pour des personnes ou des groupes de personnes dont la vie ou la sécurité physique ou mentale sont en danger.
- Requêtes auprès des Nations unies.
- Lettres aux gouvernements.
- Aides financières destinées à l'accueil de demandeurs d'asile.
- Actions de sensibilisation et d'éducation.
- Actions pour faire évoluer le droit international et les droits nationaux.

## Actions

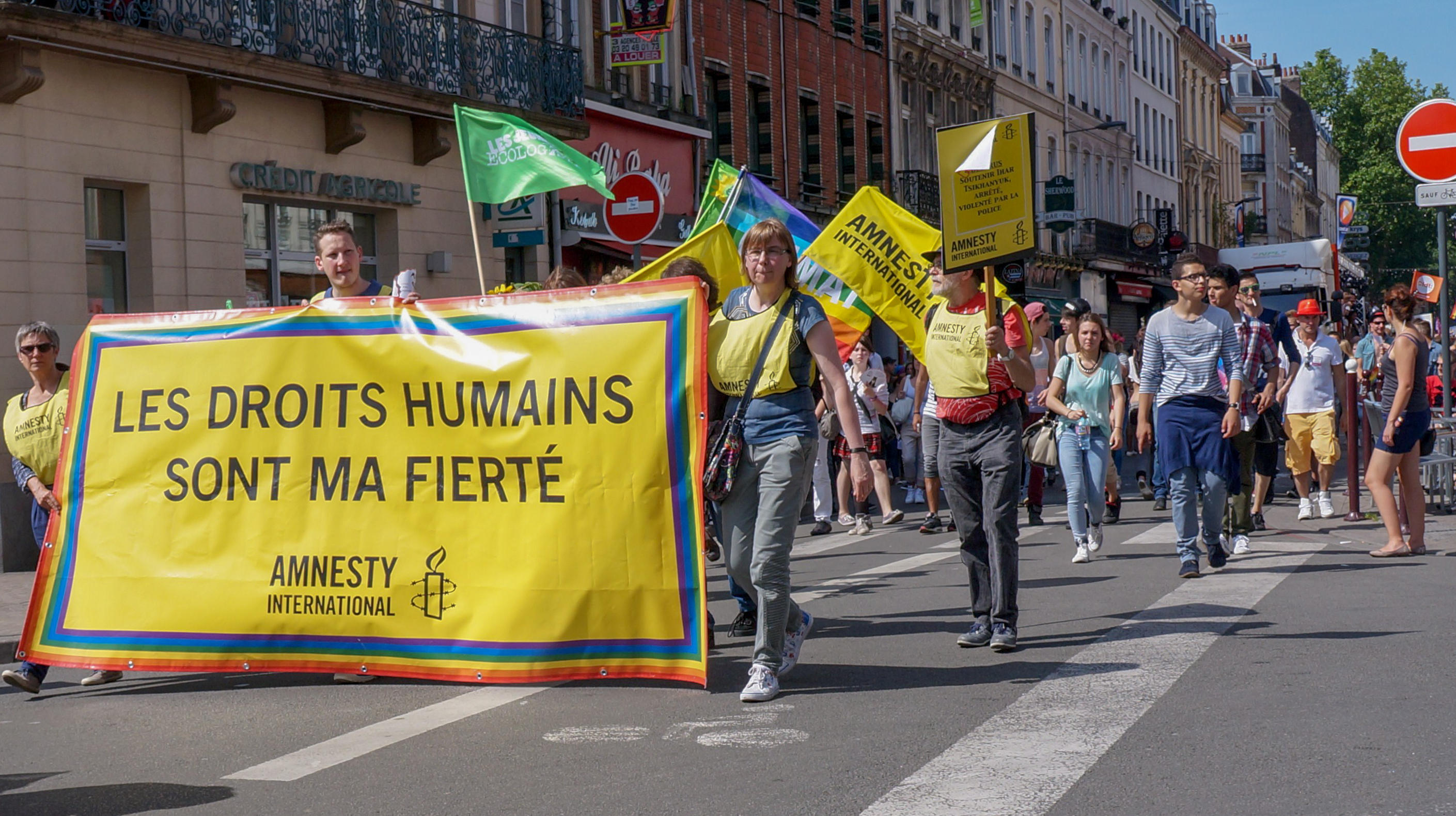
Marche des fiertés 2014 à Lille.

Les principales actions d'Amnesty International France :
- Protection des civils dans les conflits : respect du droit international humanitaire, protection des réfugiés[21], contrôle de la vente d'armes[22]
- Garantir l'accès à la justice : abolition de la peine de mort, faire reculer la torture, responsabilité des entreprises
- Défense des libertés : défense des droits et libertés dans la lutte antiterroriste[23], soutien et protection des défenseurs des droits humains[24], lutte contre la surveillance illégale, liberté d'expression et droit de manifester[25].
- Lutte contre les discriminations : discriminations de genre, à l'encontre des Roms[26].

## Organisation

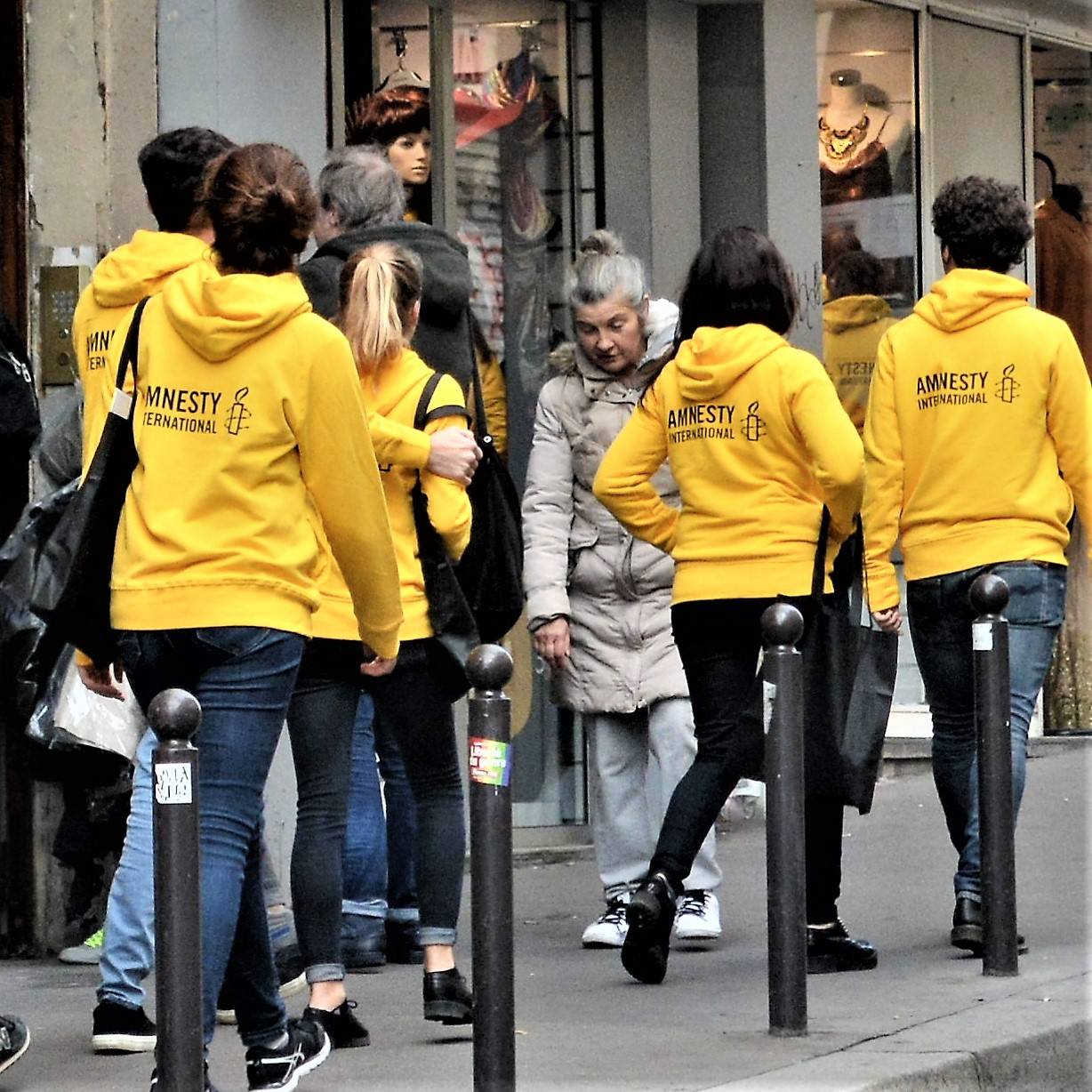
Bénévoles d'Amnesty International France.

### Association
Le conseil d'administration (CA) d'Amnesty International France compte entre douze et quinze membres. Le mandat du CA est de deux ans renouvelable deux fois. Il élit le président qui est statutairement bénévole et nomme le directeur général.
Le conseil des finances et des risques financiers (CFRF) veille à une gestion financière saine et rigoureuse de l'association, en cohérence avec son objet social et le respect de ses principes et valeurs.
Depuis 2018, un comité des candidatures est en place afin de susciter des candidatures dans les organes de gouvernance (CA et CFRF) en informant, sensibilisant, conseillant et accompagnant les candidats.
Amnesty International France est agréée par le ministère de l'éducation nationale et labellisée par le comité de la Charte.
Afin de toucher un public jeune, l'association s'est dotée d'antennes jeunes,, et de représentants des jeunes au conseil national.
Le secrétariat national se trouve à Paris.

### Fondation
Créée en 2016, la Fondation Amnesty International France (FAIF) est une fondation abritée placée sous l'égide de la Fondation Université de Paris. Elle a pour mission de « développer des projets innovants en matière d'éducation aux droits humains selon les priorités d'Amnesty International. » La fondation est administrée par un comité exécutif composé de sept membres,.

### Membres
Amnesty International France compte deux statuts de membres : membres individuels et membres de groupe.
Le nombre de membres a connu une croissance rapide, pour culminer à 25 000 personnes au début des années 1990, puis un plan de développement a permis de très fortement accroître le nombre de membres à partir de 2014 pour franchir le seuil des 100 000 membres en 2018.
Le graphique qui aurait dû être présenté ici ne peut pas être affiché car il utilise l'ancienne extension Graph, désactivée pour des questions de sécurité. Des indications pour créer un nouveau graphique avec la nouvelle extension Chart sont disponibles ici.

| Année     | 1976  | 1977   | 1978   | 1979   | 1981   | 1989   | 1993   | 2005   | 2006   | 2008   |
| --------- | ----- | ------ | ------ | ------ | ------ | ------ | ------ | ------ | ------ | ------ |
| Adhésions | 4 000 | 10 000 | 11 000 | 20 000 | 20 000 | 25 000 | 25 000 | 21 513 | 22 800 | 23 200 |

| Année     | 2011   | 2012   | 2013   | 2014   | 2015   | 2016   | 2017   | 2018    | 2019    |
| --------- | ------ | ------ | ------ | ------ | ------ | ------ | ------ | ------- | ------- |
| Adhésions | 18 000 | 14 600 | 15 943 | 34 000 | 57 000 | 74 700 | 90 000 | 107 147 | 117 000 |

### Président
| Nom                    | Mandat           | Notes |
| ---------------------- | ---------------- | --- |
| Hubert Thierry         | 1971-1976        | [ 47 ] |
| Marie-José Protais     | 1977-1977        | journaliste, rédactrice en chef du magazine Actuel-Développement édité par le Ministère de la Coopération |
| Aimé Léaud             | 1977-1979        | [ 49 ] |
| Jean-François Lambert  | 1979-1982        | [ 50 ] |
| ?                      |                  | |
| Marc de Montalembert   | 1984-1989        | [ 51 ] |
| ?                      |                  | |
| Michel Fournier        | ~1995            | |
| Xavier Dhonte          | ?-1998           | avocat au barreau de Lille |
| Denys Robiliard        | 1998-2002        | [ 53 ] |
| Francis Perrin         | 2002-2004        | docteur en économie, rédacteur pour un journal d’information pétrolière |
| Geneviève Sevrin       | 2004-2008        | dirige le service des relations et coopérations internationales de la région Nord-Pas-de-Calais |
| Geneviève Garrigos     | 2008-2016        | directrice communication Europe Santen, groupe japonais spécialisé en ophtalmologie |
| Camille Blanc          | 2016-2018        | consultante en systèmes d'information |
| Cécile Coudriou        | 2018-            | enseignante dans le domaine des « Sciences de l’Information et de la Communication » à l'Université Paris 13 |
| Jean-Claude Samouiller | 2022-2024        | Membre d'Amnesty International depuis 1995, militant à Villeurbanne et Melun, responsable national pour les personnes exilées, membre du Conseil d'administration depuis 2018, vice-président d'AIF et représentant d'Amnesty International au sein de la Commission nationale consultative des droits de l'homme depuis 2020, élu président d'AIF le 19 juin 2022,. |
| Anne Savinel-Barras    | Depuis Juin 2024 | Membre d'Amnesty International France depuis 1991, elle a milité en tant que membre individuelle puis responsable du groupe local de Lens-Liévin, responsable régionale du secteur Nord-Pas de Calais-Somme et membre du Conseil National. |

### Directeur général
- 1989-1999 : Michel Forst
- 2001-2004 : David Friboulet
- 2005-2006 : Lili-Anna Pereša
- 2007-2015 : Stephan Oberreit
- Depuis 2016 : Sylvie Brigot-Vilain

## Budget
Le graphique qui aurait dû être présenté ici ne peut pas être affiché car il utilise l'ancienne extension Graph, désactivée pour des questions de sécurité. Des indications pour créer un nouveau graphique avec la nouvelle extension Chart sont disponibles ici.

En 2016, la section française est la cinquième contributrice au budget Amnesty International Limited, après les sections des Pays-Bas, Grande-Bretagne, États-Unis et Suisse.
Depuis 2011, l'exercice comptable est aligné sur l'année civile. Les ressources financières s'élèvent à 26 millions d'euros en 2019. 67% provient de la générosité du public (essentiellement des dons manuels des 250 000 donateurs). Les cotisations et abonnements des membres représentent 25 %. L'association n'accepte aucune subvention d'États ou de partis politiques,.
Du 16 au 19 octobre 2020, l'événement caritatif Z Event rassemblant 54 streamers rapporte 5 724 377 € à l'association.
Amnesty International France finance un dixième des dépenses du secrétariat international situé à Londres. Cela représente 4 691 933 € en 2016.
En 2017, Amnesty International France déclare à la Haute Autorité pour la transparence de la vie publique exercer des activités de lobbying en France pour un montant qui n'excède pas 200 000 euros.

## Critiques
En 2008, Amnesty est accusée par Bakchich d'avoir des relations avec la société Total, expliquant la non dénonciation de cette société dans son rapport annuel détaillé sur la Birmanie. Cette relation a été confirmée par Jane Birkin à Londres selon le site Bakchich. La critique vise particulièrement le conflit d'intérêts de Francis Perrin, ancien président d’Amnesty International France, et rédacteur en chef de la revue spécialisée Pétrole et gaz arabes (PGA), lequel a répondu à Backchich « je ne vois aucun conflit d’aucune sorte dans mes relations avec Total, nous entretenons un dialogue constructif… ».
En 2010, Amnesty International milite au côté de quatre hommes et femmes politiques belges de gauche et de la Ligue des droits de l'homme pour que des soins soient apportés au belgo-marocain Oussama Atar détenu dans des geôles irakiennes. L'homme, condamné pour participation à une organisation terroriste, serait atteint du cancer et aurait besoin de soins urgents, non disponibles dans sa prison irakienne. Libéré en 2012, avec l'appui des Affaires étrangères, il rentre en Belgique et disparaît dans la nature. En 2016, il apparaît que l'homme se livre à des activités de terrorisme islamiste et serait un des mentors derrière les attentats de Paris et de Bruxelles. La NVA exprime son incompréhension et le député Alain Destexhe demande alors une enquête sur le rôle joué par Amnesty International ainsi que les députés Zoé Genot, Jamal Ikazban et Ahmed El Khannouss dans cette libération.